# Petrus Borne
Petrus Borne OSB (* 12. Februar 1910 in Prümzurlay als Johannes Borne; † 3. März 1976 in Homburg) war ein deutscher Benediktiner und von 1950 bis 1976 Abt der Benediktinerabtei St. Mauritius in Tholey.

## Leben

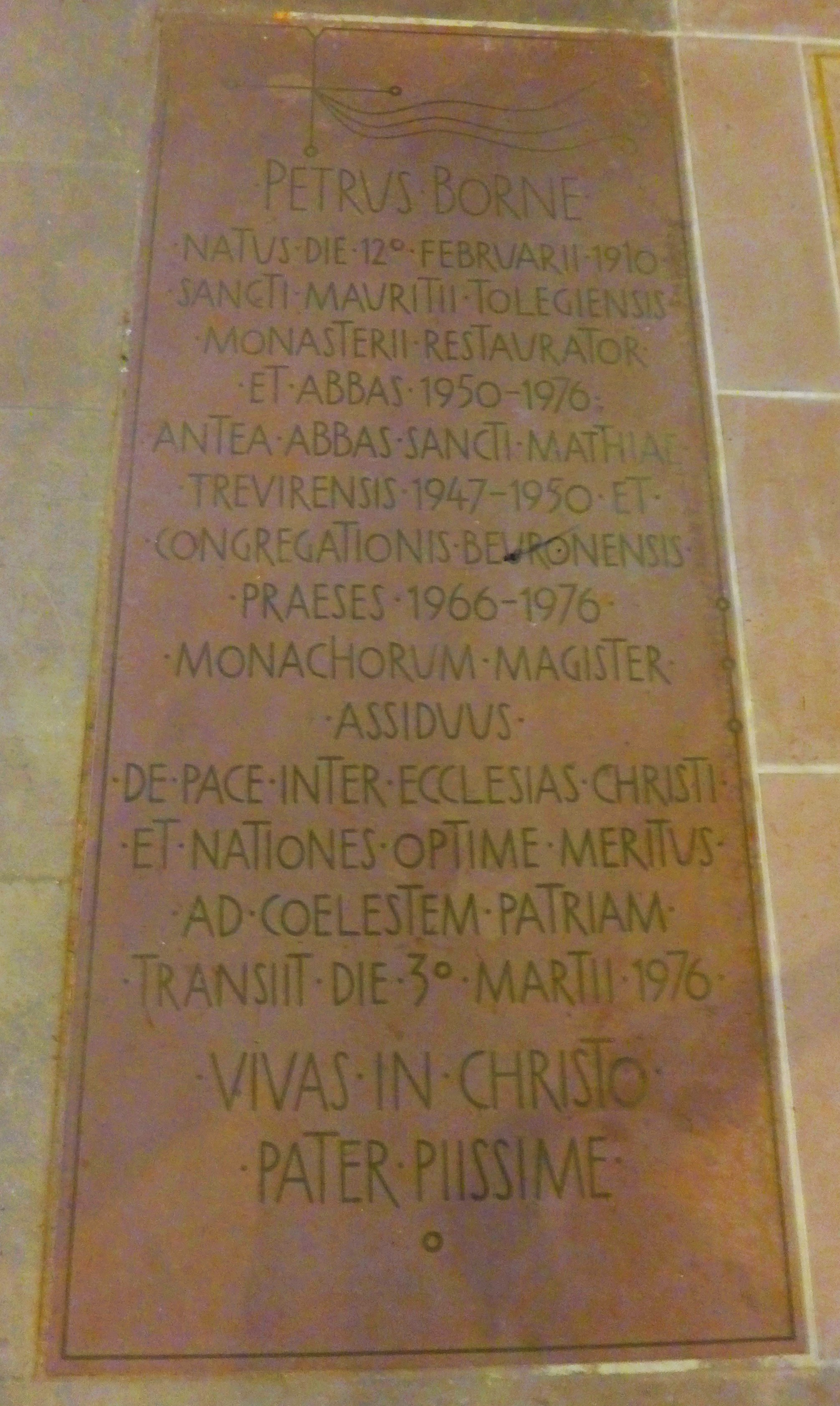
Grablege von Petrus Borne vor dem Mauritiusaltar der Benediktinerabtei St. Mauritius (Tholey), dt. Übersetzung: „Petrus Borne, geboren am 12. Februar 1910, Wiederbegründer des Tholeyer St. Mauritiusklosters und Abt 1950 bis 1976, vorher Abt des Trierer St. Matthiasklosters 1947 bis 1950 und Vorsitzender der Beuroner Kongregation 1966 bis 1976. Er war ein fleißiger Lehrer der Mönche und machte sich wohlverdient um den Frieden zwischen den Kirchen Christi und den Nationen. Er schritt hinüber in die himmlische Heimat am 3. März 1976. Lebe in Christus, frömmster Vater.“ Text und Entwurf von Pater Robert „Bonifatius“ Köck OSB, Ausführung durch den Steinmetzbetrieb Paul Schütz, Tholey

Als Johannes Borne geboren, trat er nach dem Abitur 1929 in die Benediktinerabtei St. Matthias in Trier ein, wo er den Ordensnamen Petrus annahm. Er wurde 1936 zum Priester geweiht. Am Päpstlichen Athenaeum Sant’Anselmo machte er ein Aufbaustudium der Philosophie, das er mit der Promotionsarbeit De Ente Materiali et Spirituali sub Respectu Extensionis et Inextensionis abschloss. An der gleichen Hochschule lehrte er in der Folge bis 1947 dieses Fach.
Am 11. März 1947 wurde er vom Konvent zum Abt von St. Matthias gewählt. 1949 wurde er Abt der in der Französischen Revolution aufgehobenen und durch ihn wiedererrichteten Benediktinerabtei St. Mauritius in Tholey. Seit 1966 war er Abtpräses der Beuroner Kongregation und nahm an der letzten Sitzungsperiode des Zweiten Vatikanischen Konzils teil. 1973 wurde er Ritter der Ehrenlegion.
Er war Mitglied der KDB Sigfridia zu Bonn im RKDB, sowie Bandphilister weiterer RKDB-Verbindungen u. a. in Trier.